# Mwanza (region)
Mwanza er en af Tanzanias 26 administrative regioner.  Regionhovedstaden er byen  Mwanza. Mwanza ligger ved sydenden af Victoriasøen, og grænser til Mara i nordøst, Shinyanga i syd og Kagera i vest. Regionen har en befolkning på 3.464.567 mennesker (2009) på et areal af  19.592 km².
Mwanza består af otte distrikter: Geita, Ilemela, Kwimba, Magu, Misungwi, Nyamagana, Sengerema og Ukerewe.

## Eksterne kilder og henvisninger
1. ↑   Statoids, Regions of Tanzania

- Officiel webside

2°45′S 32°45′Ø / 2.750°S 32.750°Ø